# Blackout (seriál, 2021)
Blackout je německý televizní seriál z roku 2021 natočený podle katastrofického románu Blackout: Zítra bude pozdě rakouského spisovatele Marca Elsberga. Stejně jako kniha se zabývá vážnými důsledky celoevropského výpadku elektrického proudu.
Seriál měl premiéru 14. října 2021 na streamovací platformě Joyn PLUS+. Televizní premiéra proběhla na německé stanici Sat.1 26. ledna 2023.

## Obsazení

Hlavní a vedlejší představitelé (výběr)
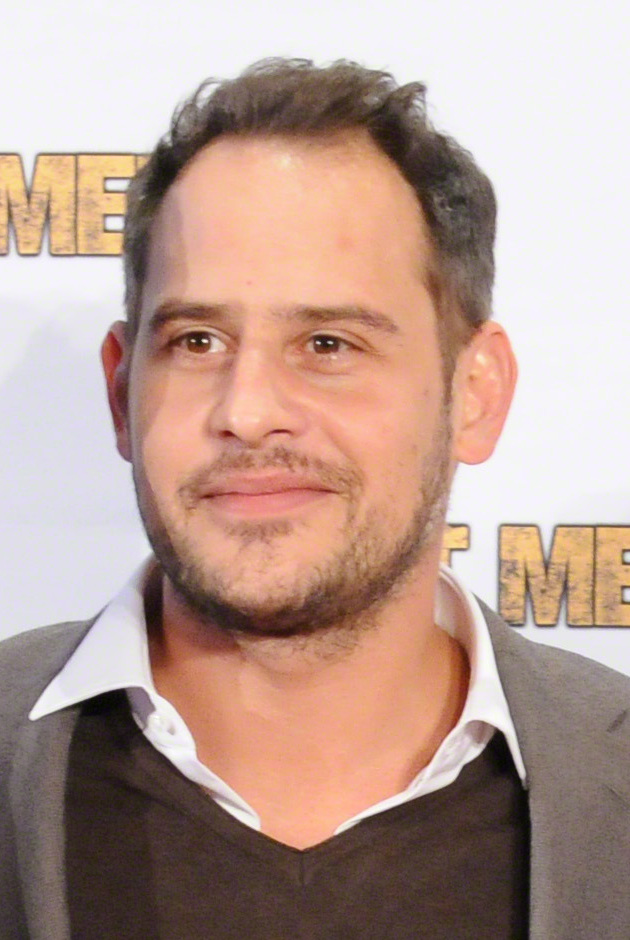
Moritz Bleibtreu
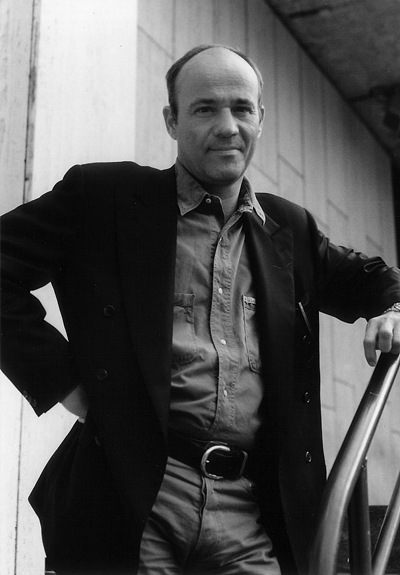
Heiner Lauterbach
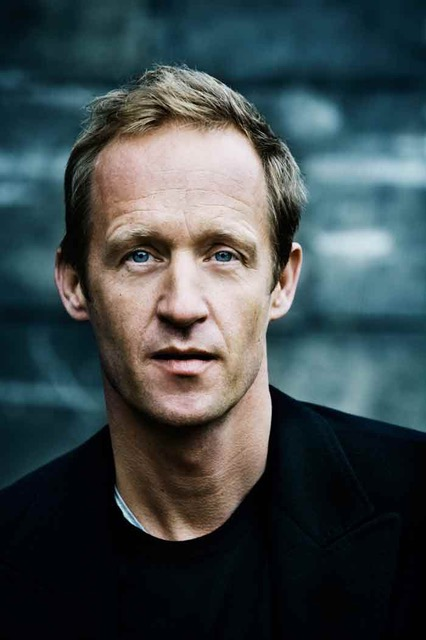
Stephan Kampwirth
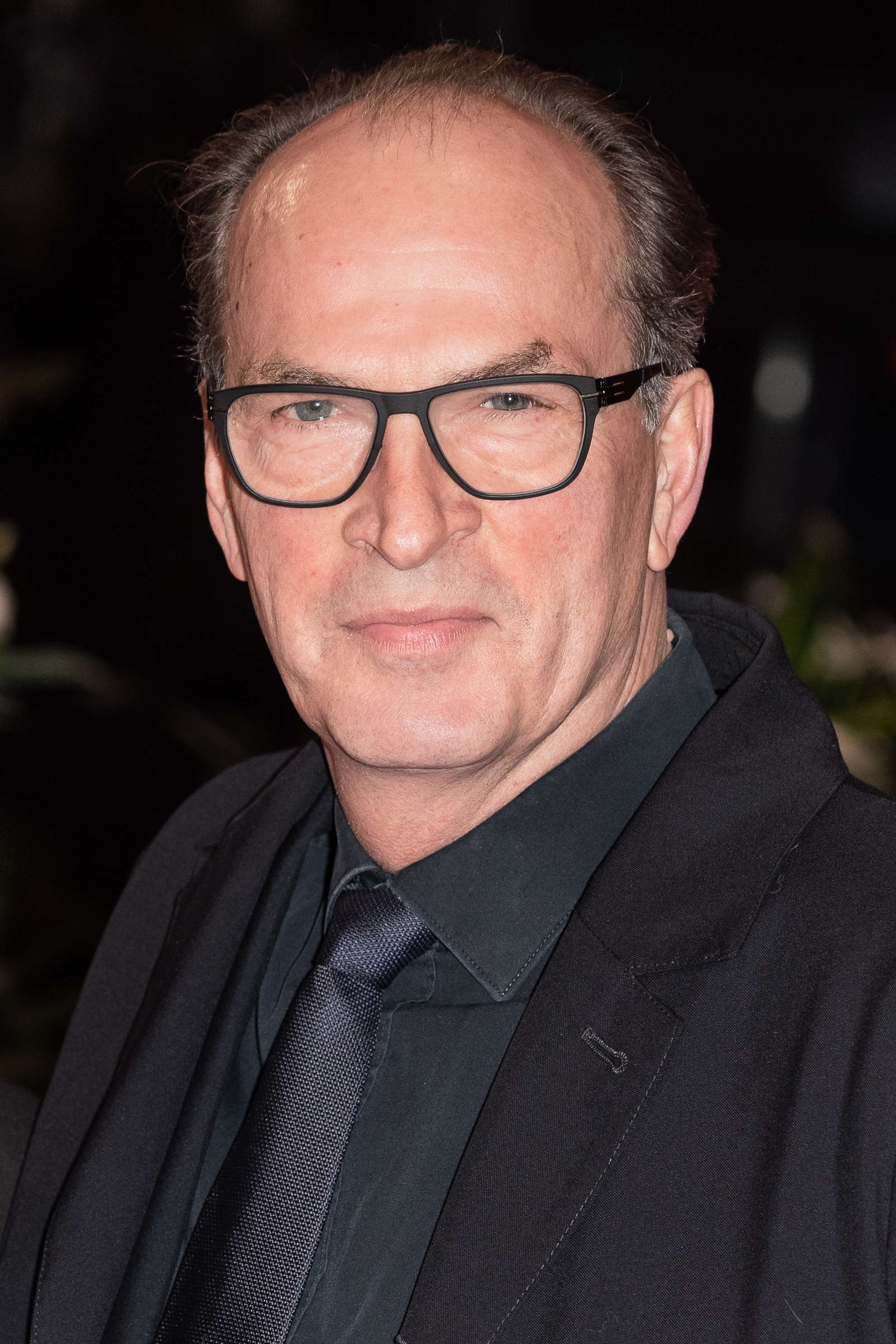
Herbert Knaup
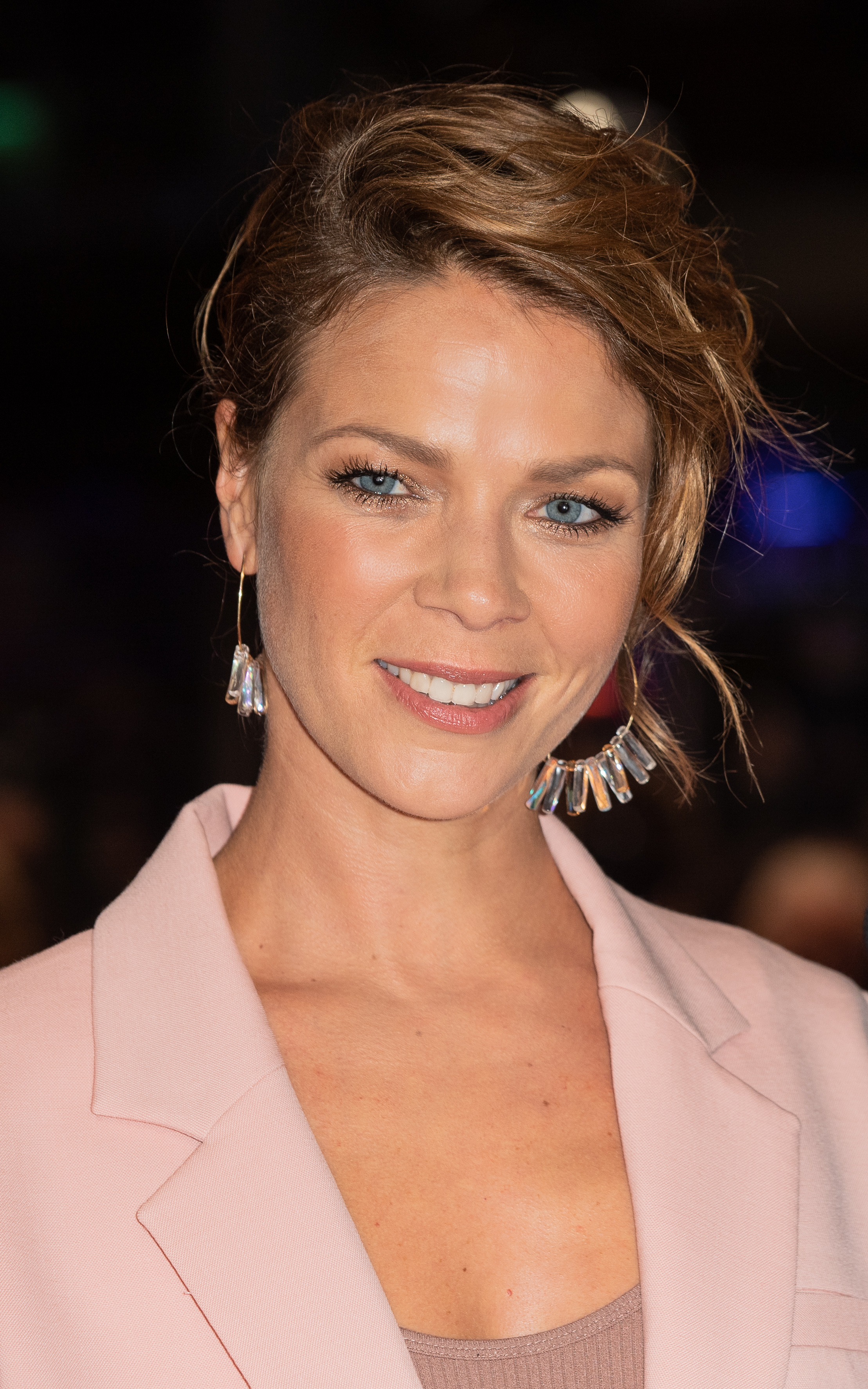
Jessica Schwarz
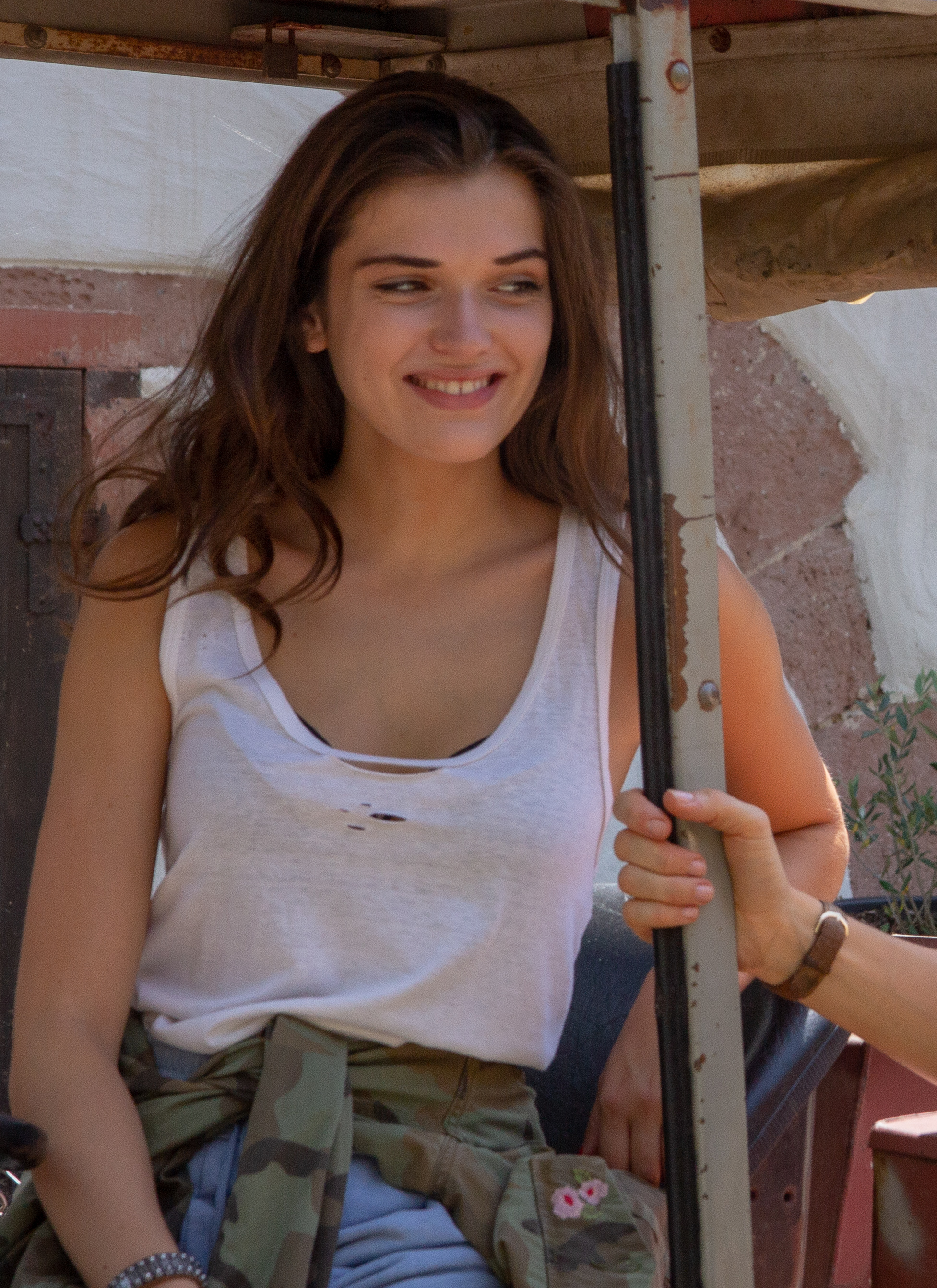
Caroline Hartig
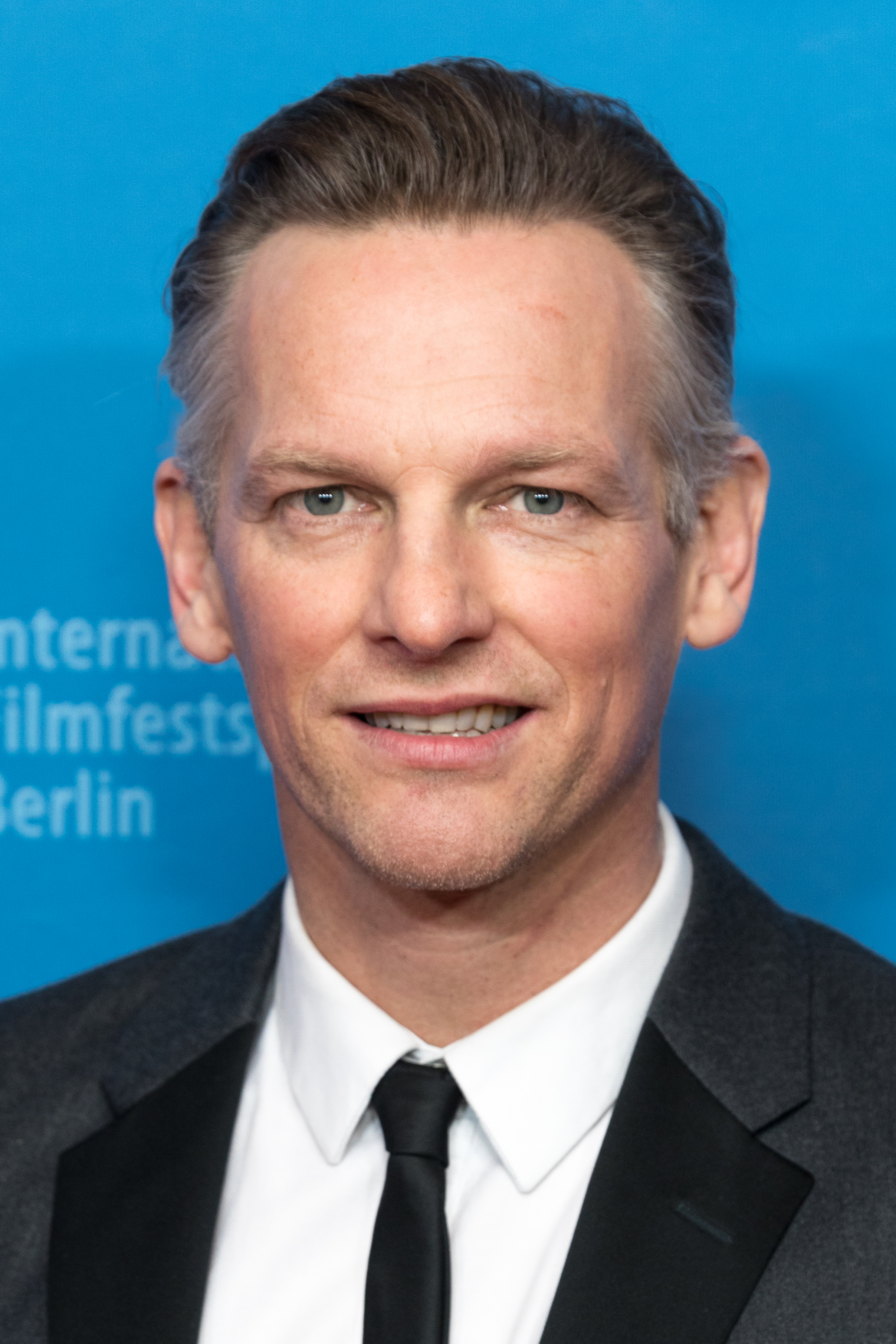
Barry Atsma

## Seznam dílů
V závorce je uveden datum německé premiéry a režisér.
1. Dunkelheit (14. října 2021, Lancelot von Naso)
2. In der Höhle des Löwen (14. října 2021, Oliver Rihs)
3. Chaos (21. října 2021, Lancelot von Naso)
4. Ins Herz der Finsternis (28. října 2021, Lancelot von Naso)
5. Abgrund (4. listopadu 2021, Oliver Rihs)
6. Licht, alternativní název: Tag X (11. listopadu 2021,	Oliver Rihs)